# Stylchyn

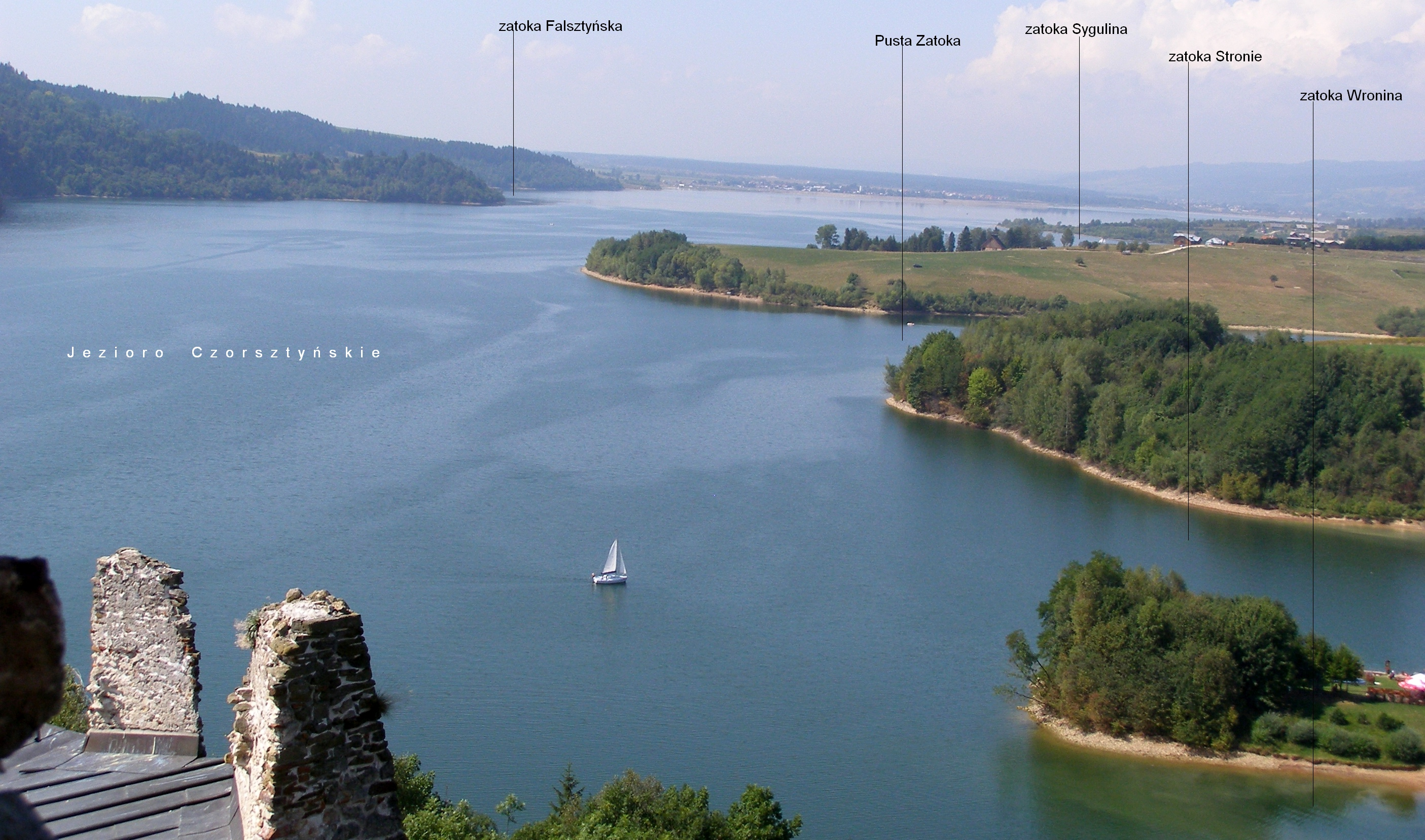
Stylchyn pomiędzy Syguliną i Pustą Zatoką

Stylchyn – półwysep na lewym brzegu Jeziora Czorsztyńskiego w granicach wsi Kluszkowce w województwie małopolskim, w powiecie nowotarskim, w gminie Czorsztyn.
Stylchyn oddziela od siebie dwie zatoki: Sygulina po zachodniej stronie i Pusta Zatoka po wschodniej. Dawniej Stylchyn był terenem między potokami Mizerzanka i Kluszkowianka, półwyspem stał się po wybudowaniu Zapory Niedzica na Czorsztyńskim Przełomie i napełnianiu Jeziora Czorsztyńskiego wodą. Nazwa półwyspu pochodzi od nazwy dawnej osady. Obecnie na półwyspie jest Osada Czorsztyn, plaże, kąpielisko, przystań wodna.
Wzdłuż linii brzegowej Stylchynu i całego Jeziora Czorsztyńskiego prowadzi szlak rowerowy „VeloCzorsztyn”.